# The Incident (Modern Family)
«The Incident» — es el cuarto episodio de la primera temporada de la serie de televisión Modern Family, emitido por primera vez el 14 de octubre de 2009 en American Broadcasting Company (ABC). En este, la madre de Claire y Mitchell —DeDe Pritchett— visita a la familia meses después de avergonzar a Jay el día de su boda. Phil y Claire intentan juzgar si el novio de Haley es aceptable para ir a un concierto con ella. Mitchell va a la casa de su padre para decirle que invitarán a DeDe, su exesposa, a una fiesta, aunque no se lo dice a Gloria. En la reunión, Gloria y DeDe se pelean, pero Dylan las detiene.
El coautor y productor ejecutivo de Modern Family, Steven Levitan, escribió el guion. Por otro lado, Jason Winer, director principal de la serie, se encargó de la misma función. En este caso, una de las estrellas invitadas es Reid Ewing, quien actúa como Dylan, el novio de Haley. De la misma manera, Shelley Long interpreta el papel de DeDe Pritchett. El capítulo recibió una puntuación Nielsen de 3.6 en el grupo demográfico entre 18 y 49 años.

## Sinopsis
DeDe (Shelley Long) visita a la familia para intentar reconciliarse después de una actuación bochornosa en la boda de su exmarido Jay (Ed O'Neill) con Gloria (Sofía Vergara). DeDe se había emborrachado progresivamente durante el evento, que culminó con un discurso ebrio burlándose de Gloria, para después derribar el pastel de bodas. Por otro lado, Haley (Sarah Hyland) intenta convencer a sus padres para que la dejen ir a un concierto con su novio, Dylan (Reid Ewing), pero Claire y Phil se niegan.
En la casa de Gloria y Jay, el hijo de ella, Manny (Rico Rodríguez), regresa de una fiesta de pijamas, donde fue víctima de una broma. Gloria promete ayudar a Manny a vengarse, lo que hace prendiendo fuego a la bicicleta de un niño. DeDe intenta persuadir a Mitchell para que le cuente a la familia sobre su visita. Mitchell se lo cuenta a Jay, pero este último le impide decírselo a Gloria o Claire.
Más tarde, toda la familia (también Dylan) se reúne en la casa de Claire para cenar. DeDe llega, para sorpresa y disgusto tanto de Gloria como de Claire, y se disculpa. Gloria la perdona, lo que enfurece a DeDe, por lo que esta la ataca. La pelea es interrumpida por Dylan, quien les recuerda que deben estar agradecidos de que sean una familia tan unida. Al momento, comienza a darle una serenata a Haley con una canción que él escribió. Phil y Claire están impresionados por su sensibilidad; aunque inicialmente acordaron que él y Haley fueran al concierto cambian de opinión después de escucharle, al entender que tenía sentido sexual.

## Producción
«The Incident» fue escrito por Steven Levitan y dirigido por Jason Winer. Se trata del tercer episodio escrito por Steven, después de «Pilot» y «The Bicycle Thief». Por parte de Jason, es su cuarto crédito, tras «Pilot», «The Bicycle Thief» y «Come Fly with Me». También es la primera aparición como invitada de Shelley Long, la cual actúa como DeDe, la madre de Claire y Mitchell, por lo que también es la exesposa de Jay.

## Recepción
En su emisión original en Estados Unidos el 14 de octubre de 2009, el episodio fue visto por aproximadamente por 9,353 millones de personas, por lo que recibió una puntuación Nielsen de 3.6, con un 10 % de participación entre personas de 18 y 49 años.
Robert Canning, de IGN, puntuó al capítulo con un nueve sobre diez, añadiendo que «fue un gran episodio con una historia mucho más personal que aprender de forma genérica la responsabilidad con una nueva bicicleta», en referencia a «The Bicycle Thief», el episodio anterior. Asimismo, Jason Hughes, de TV Squad le dio al episodio un comentario positivo, en referencia a la actuación de Shelley Long: «Ella [Shelley] tampoco ha perdido ni un ápice de sus habilidades cómicas. Espero que haya aceptado volver e interpretar este papel una y otra vez».